# Yuria Haga
 (mars 2022).
Si vous disposez d'ouvrages ou d'articles de référence ou si vous connaissez des sites web de qualité traitant du thème abordé ici, merci de compléter l'article en donnant les références utiles à sa vérifiabilité et en les liant à la section « Notes et références ».
Pour les articles homonymes, voir Yuria et Haga.
Yuria Haga (芳賀優里亜, Haga Yuria), née le 27 novembre 1987 à Tokyo, est une actrice et modèle japonaise.

## Filmographie
- 1999 : Dokomademo ikô : Kimura
- 2001 : Harmful Insect (Gaichû) : Rumi
- 2003 : Gekijouban Kamen raidâ 555: Paradaisu rosuto : Mari Sonoda
- 2003 : Kamen Raidâ Faizu Haipâ Batoru Bideo (court métrage) : Mari Sonoda
- 2003-2004 : Kamen Rider 555 (mini-série) : Mari Sonoda (50 épisodes)
- 2005 : Shibuya Fifteen (série télévisée) : Asagi
- 2004-2005 : Honto ni atta kowai hanashi (série télévisée) : Junko Kawakami / Emi Takano (2 épisodes)
- 2006 : Gôgai! jiken kisha misaki (téléfilm)
- 2006 : Shinmai jiken kisha Misaki 2 (téléfilm)
- 2006 : Koi suru nichiyobi : Tamaki
- 2006 : Umi to yuuhi to kanojo no namida sutoroberi firuzu : Risa
- 2006 : Masutâ obu sandâ: Kessen!! Fuuma ryuuko-den : Mika
- 2007 : Sakura sho no onna tachi (série télévisée) : Risa Watanabe
- 2007 : Ren'ai shindan (série télévisée) : Yuna Hazuki (3 épisodes)
- 2008 : End Call : Mai Tokiya
- 2008 : Mahounoiland Teddy Bear
- 2008 : Kamen raidâ Kiba (série télévisée) : Mio Suzuki (22 épisodes)
- 2009 : Kamen Rider Decade (Kamen raidâ Dikeido) (série télévisée) : Yuki
- 2010 : Handmade Angel
- 2010 : Aoi aoi sora : Tomoko Sumita
- 2012 : Answer ~ Keishichô Kenshô Sôsakan (série télévisée) : Mayumi Tanahashi
- 2013 : Karamazov no Kyodai (mini-série) : Kurumi (9 épisodes)
- 2014 : Aka x Pinku (Girl's Blood) : Satsuki
- 2014 : Tokubô - Keisatsuchô Tokushu Bôhan-ka (mini-série)
- 2014 : Tokumei tantei (mini-série)
- 2014 : Ninja Torakage
- 2016 : Zenin, Kataomoi (segment "Radio Personality")
- 2017 : Zero: Dragon Blood (série télévisée) : Kagome (13 épisodes)
- 2018 : The Final Departure : Shizuka Mimura